# Andilly-en-Bassigny
Andilly-en-Bassigny ist eine französische Gemeinde mit 106 Einwohnern (Stand 1. Januar 2022) im Département Haute-Marne in der Region Grand Est. Sie gehört zum Kanton Nogent und zum Arrondissement Langres.

## Geografie
Die Gemeinde Andilly-en-Bassigny liegt im Süden der Landschaft Bassigny unweit der Maasquelle, etwa 18 Kilometer nordöstlich von Langres. Sie ist umgeben von folgenden Nachbargemeinden:
| Frécourt, Bonnecourt | Val-de-Meuse                                | Rançonnières |
| Poiseul              | Kompassrose, die auf Nachbargemeinden zeigt |              |
| Plesnoy              | Marcilly-en-Bassigny                        | Lavernoy     |

In Andilly-en-Bassigny endet die Bahnstrecke Langres–Andilly.

## Bevölkerungsentwicklung

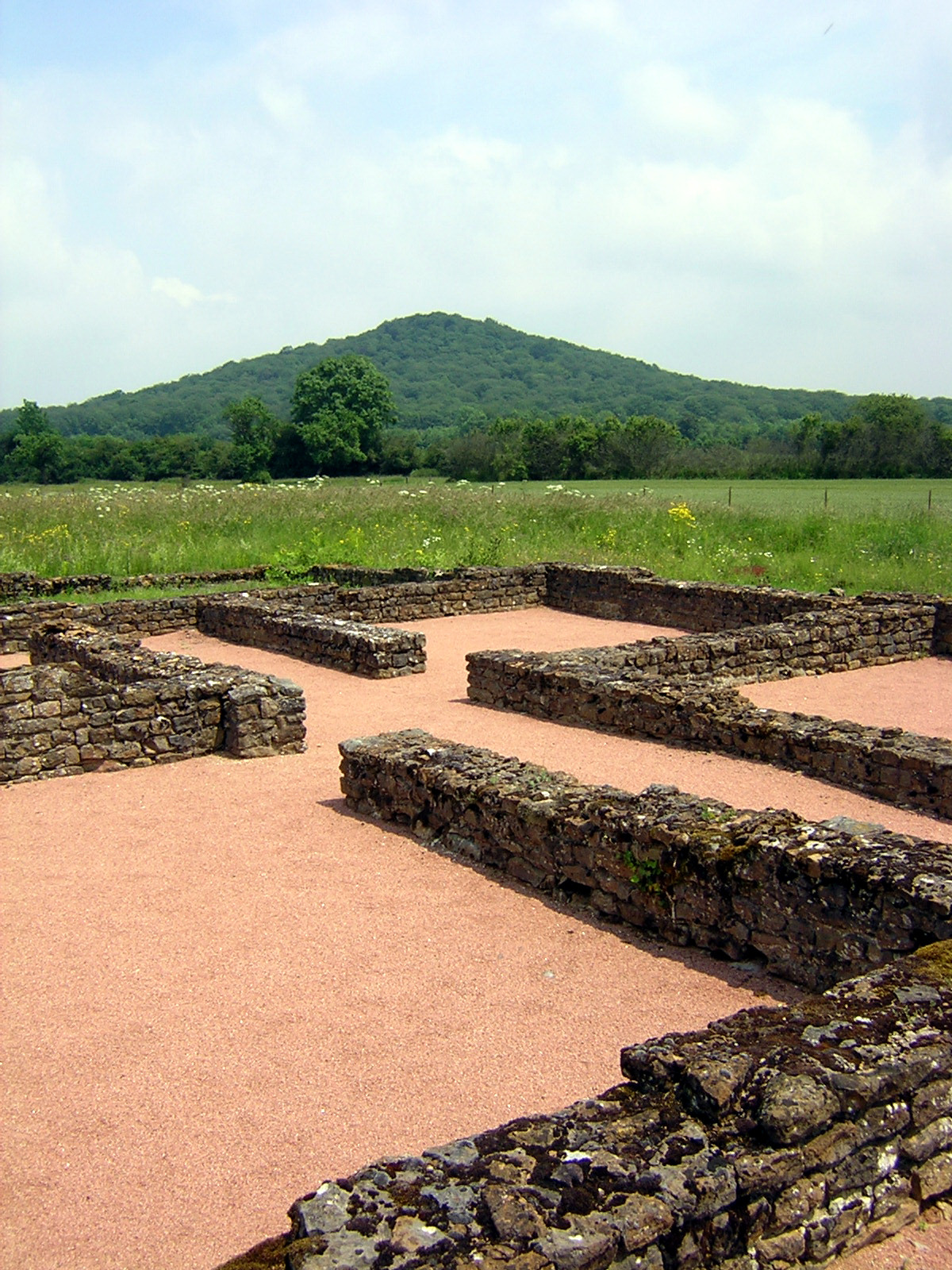
Reste einer einstigen gallorömischen Villa, Monument historique seit 1986

| Jahr                       | 1962 | 1968 | 1975 | 1982 | 1990 | 1999 | 2008 | 2018 |
| -------------------------- | ---- | ---- | ---- | ---- | ---- | ---- | ---- | ---- |
| Einwohner                  | 217  | 182  | 128  | 128  | 112  | 104  | 109  | 106  |
| Quellen: Cassini und INSEE |      |      |      |      |      |      |      |      |